# G-Darius
G-Darius (Gダライアス G Daraiasu?) es un videojuego de género matamarcianos de la compañía Taito publicado originalmente como arcade en junio de 1997, apareciendo en septiembre una revisión denominada "ver.2". Es el sexto juego y el cuarto arcade de la serie Darius, precuela del primer juego del mismo nombre, y es la primera entrega de la serie en presentar gráficos poligonales en 3D.

## Argumento
G-Darius es una historia previa que gira en torno a un conflicto entre los humanoides de Amnelia y los biovasos cyborg / quimera conocidos como "Thiima" (que significa simplemente "liberador de la muerte"). El Thiima se había despertado por el uso del arma por parte del ejército de Amnelia A.N. (All-Nothing) para aniquilar al mundo Blazar, con quien Amnelia había estado en guerra por la jurisdicción sobre la luna Mahsah. Decididos a proteger su existencia, y hace mucho tiempo programados para proteger el universo de amenazas como A.N., los Thiima pululaban en Amnelia. Aunque las fuerzas armadas fueron devastadas, los científicos e ingenieros de Amnelia pudieron hacer uso de ambos A.N. y tecnología de ingeniería inversa / sistemas de vida Thiiman para crear los cazas Silver Hawk. Finalmente, dos pilotos, Sameluck Raida y Lutia Feen, son elegidos para realizar un ataque decisivo en la base principal de Thiima: Kazumn, un satélite del planeta Darius. 

## Versiones
- G-Darius se lanzó el 1997 en todas las arcades. En Norteamérica, se lanzó a finales de 1997.
- En septiembre de 1997, la versión 2 solo se lanzó en Japón en donde incluye un selector de dificultad. Si se elegía BEGINNER, solo se juega las 3 zonas y rebaja en un solo nivel las mejoras si la nave fuese destruida.
- G-Darius fue lanzado el 1998 en PlayStation y se basó en la versión 2 arcade. La versión original se encuentra en el compilado Taito Legends 2.
- Existió 3 versiones de Windows entre el 2000 y 2001, creadas por distintas compañías.
- En el compilado Darius Cozmic Revelation también incluye, además de Dariusburst Another Chronicle EX+, G-Darius original y HD, junto con una segunda versión que agrega BEGINNER, también dividido en original y HD y la versión japonesa de PlayStation, y el primer Darius de Sega Genesis en la versión japonesa (en otras regiones y solo para Nintendo Switch es reemplazada por Sagaia de Game Boy).
- En Steam, G-Darius se lanzó a inicios de 2022, y, al igual que la versión de PS4 y Nintendo Switch, tiene las 2 versiones arcade divididas en original y HD, G-Darius japonés para PlayStation y G-Darius Enhanced, una versión mejorada de G-Darius HD que divide la pantalla en 2.

## Serie
1. Darius, Arcade (1986)
2. Darius II, Arcade (1989)
3. Darius Twin, SNES (1991)
4. Darius Force/Super Nova, SNES (1993)
5. Darius Gaiden, Arcade (1994)
6. G-Darius, Arcade (1997)
7. Dariusburst, PSP (2009), Arcade (2010)